# Breznik (Črnomelj, Slovenija)
Breznik je naselje u slovenskoj Općini Črnomelju. Breznik se nalazi u pokrajini Dolenjskoj i statističkoj regiji Jugoistočnoj Sloveniji. 

## Stanovništvo
Prema popisu stanovništva iz 2002. godine naselje je imalo 32 stanovnika.